# Jean-Yves Pennec
Pour les articles homonymes, voir Pennec.
Jean-Yves Pennec, né en 1958, est un artiste plasticien. Après ses études de philosophie à Tours en 1980, il vit à Quimper

## Biographie
Il utilise les cageots de fruits et légumes ou les bourriches d'huîtres en bois de peuplier qu'il va glaner sur les marchés pour les recycler en œuvres d'art. Il découpe les planchettes en carrés, en barrettes... puis les associe, jouant de leurs tailles, de leurs couleurs, les décline en volume, pour composer des mosaïques ou des calligraphies.
Le résultat est très coloré et n'est pas sans rappeler le Pop Art et notamment Andy Warhol. J-Y Pennec donne aussi de l'éclat au bois avec par exemple une œuvre qui est un patchwork de nœuds brunis. En effet, derrière le cageot, il identifie l’arbre, la récolte et la terre qui font écho à ses origines rurales et bretonnes. L'artiste se dit lié au bois par le souvenir de l’atelier paternel de menuiserie et des odeurs de colle ou de vernis qu'il utilise à son tour. 
Très attaché à l'univers des mots, ses travaux n'hésitent pas à réutiliser, transformer, s'amuser des lettres récoltées sur ce bois sérigraphié et le spectateur attentif verra dans ses œuvres de nombreux clins d'œil à l'histoire de l'art, de la littérature ou de la philosophie. Il a également édité un livre, 10 ans de cageot peine légère, qui retrace son parcours avec cet objet usuel et auquel ont collaboré entre autres, Charles Juliet Jean Rouaud et Pierre Bergounioux.
Il expose régulièrement en France et à l'étranger.